# 布阿达区
布阿达區（英語：Buada District）是太平洋島國諾魯的一個行政區，位於諾魯島的西南部中心位置，是諾魯唯一的內陸行政區。地理上，北與尼博克区相接，東為阿尼巴雷区，南為亞倫區與梅嫩区，西與博埃区、艾沃区相鄰，西北為代尼戈莫杜区。平均海拔20公尺（最高海拔60米）。布阿达區是屬於布阿达選舉區。布阿达的人口大部分集中在布阿达礁湖旁的Arenibek鎮。

## 地理特色
布阿达是諾魯唯一不鄰太平洋的內陸中央高地區，該地區有一個鹹水湖泊，為布阿达礁湖，被認為是諾魯最美麗和浪漫的地方。這裡的植被也比其他地區多，但在磷鹽礦大量開採下，植被大部分被破壞而消失。

## 最早的村落
Abwaw、Adungidungur、Anakawidwo、Anoreo、Ara、Aromwemwe、Bangabanga、Bogi、Eanuawirieria、Eateegoba、Oreb、Redeta、Ubweno 和 Webwebin。